# BYD Sealion 05 EV
BYD Sealion 05 EV (кит. 比亚迪海狮05 EV; пиньинь Bǐyǎdí Hǎishī 05 EV) — компактный электромобиль-SUV, выпускающийся с 2025 года китайской компанией BYD.

## Описание
Впервые BYD Sealion 05 EV был представлен в марте 2025 года. Автомобиль является частью серии внедорожников Sealion (海狮; Hǎishī) серии Ocean, которые распространяются через дилерские центры Ocean Network в Китае. Продажи модели начались 25 марта 2025 года.

## Технические характеристики
BYD Sealion 05 EV, базирующийся на платформе e-Platform 3.0 Evo, оснащается синхронными электродвигателями мощностью 140—160 кВт (188—215 л. с.) и литий-железо-фосфатными аккумуляторами BYD Blade ёмкостью 50,05—60,93 кВт⋅ч. Запас хода по циклу CLTC варьируется от 430 до 520 км.

## Галерея

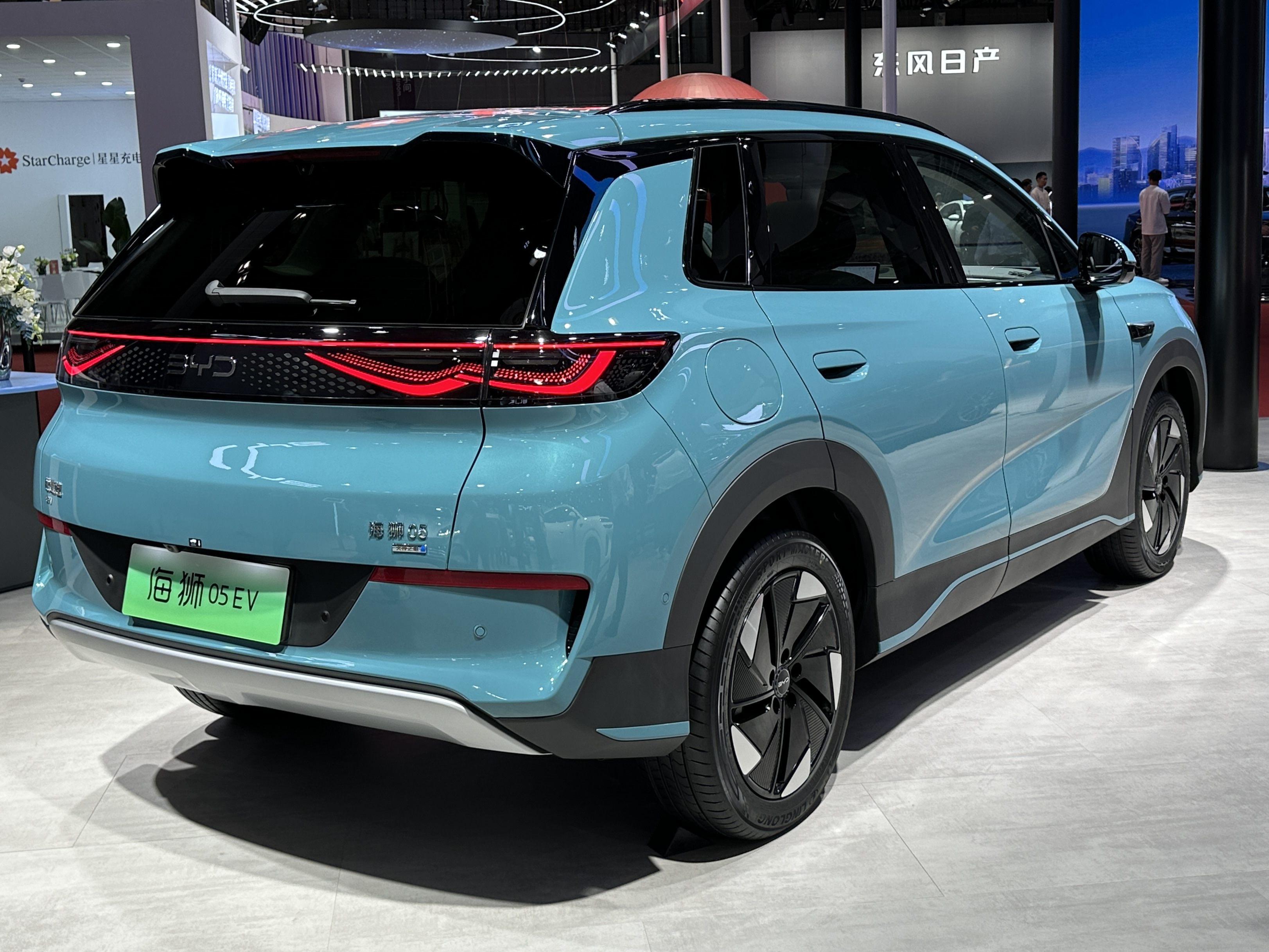
Вид сзади
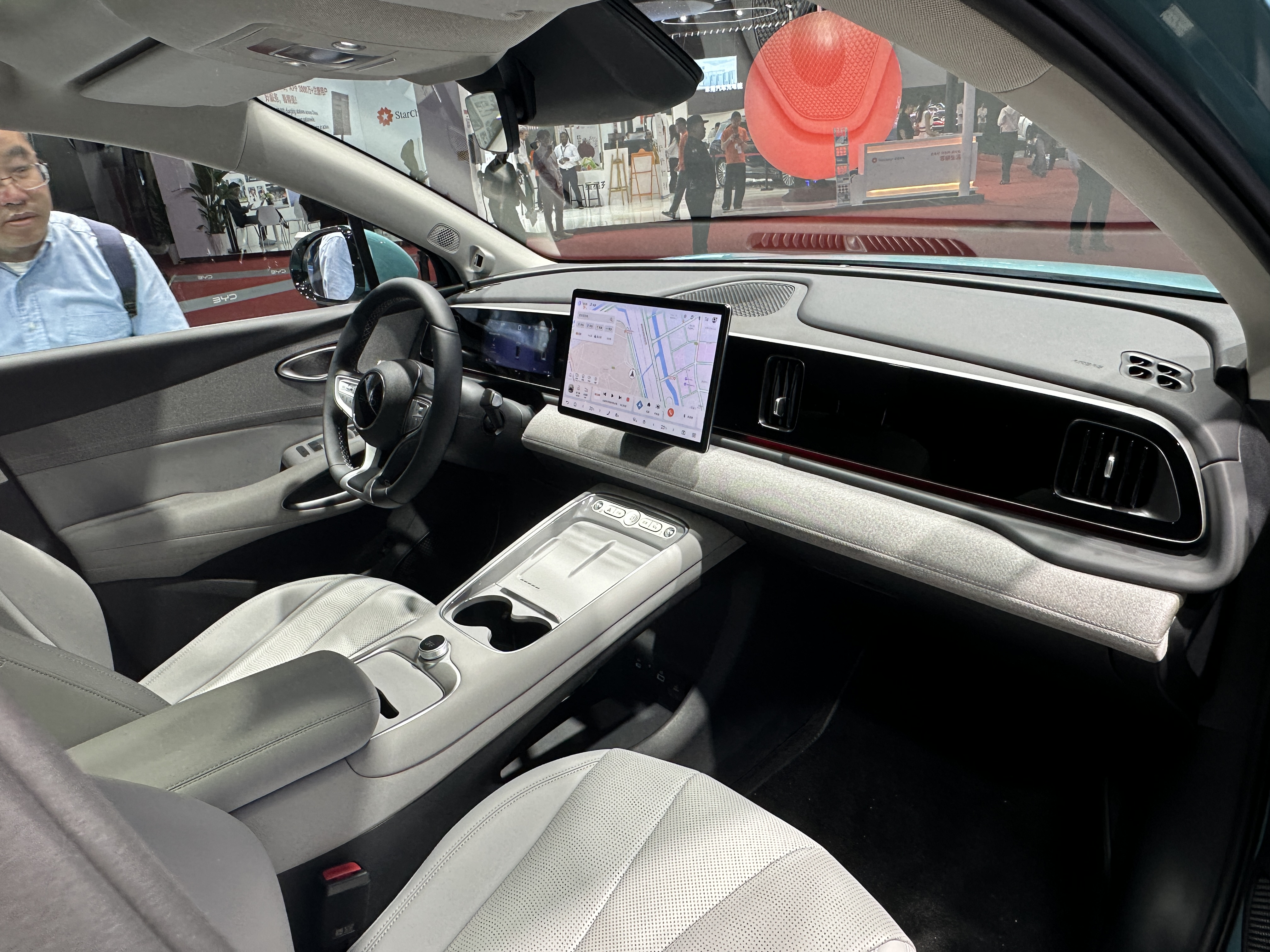
Интерьер